# Pristomyrmex nitidissimus
Pristomyrmex nitidissimus är en myrart som beskrevs av Horace Donisthorpe 1949. Pristomyrmex nitidissimus ingår i släktet Pristomyrmex och familjen myror. Inga underarter finns listade i Catalogue of Life.

## Bildgalleri

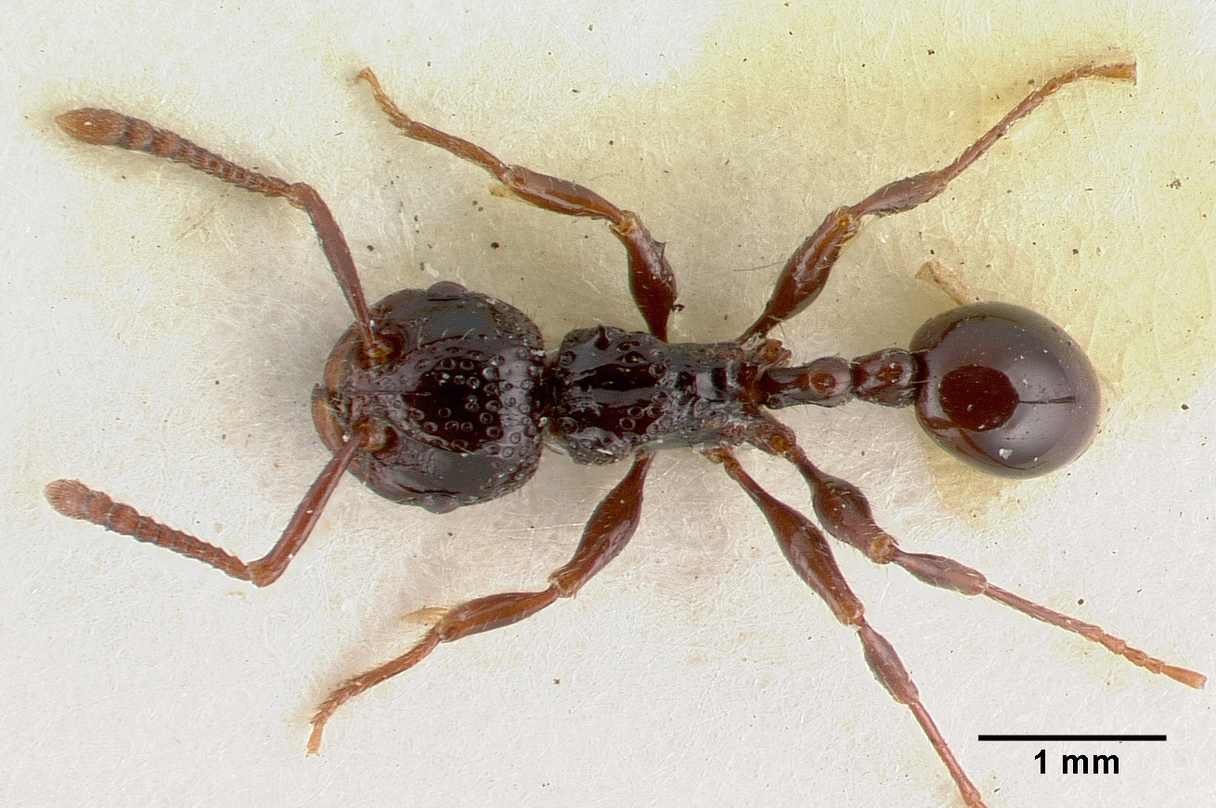
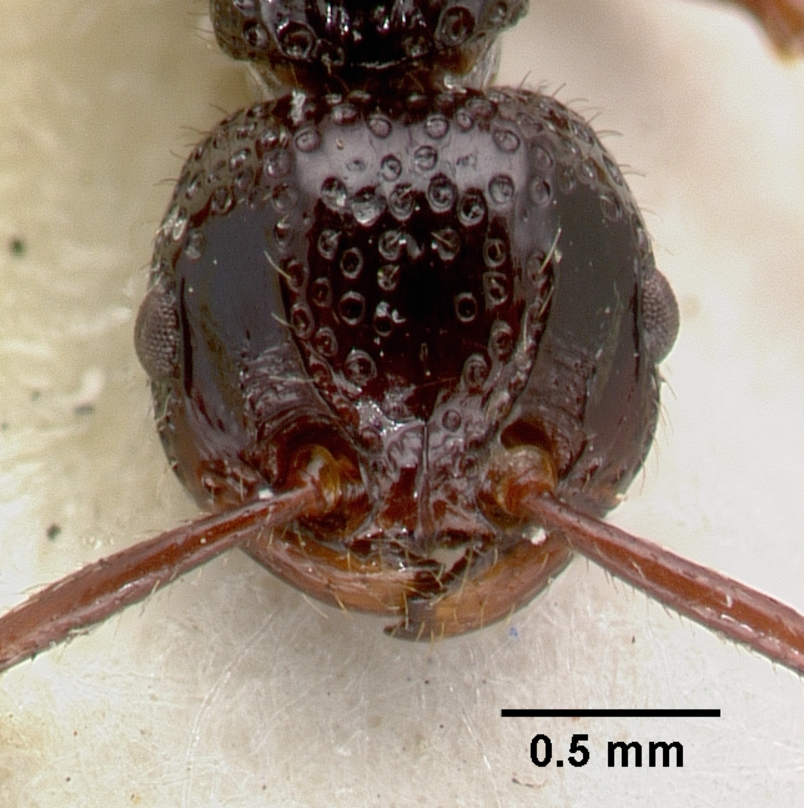
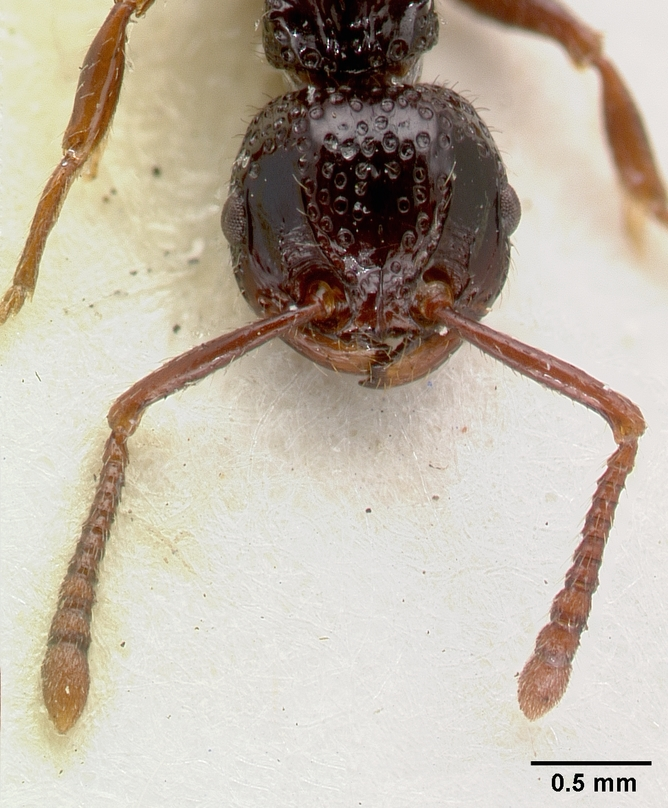
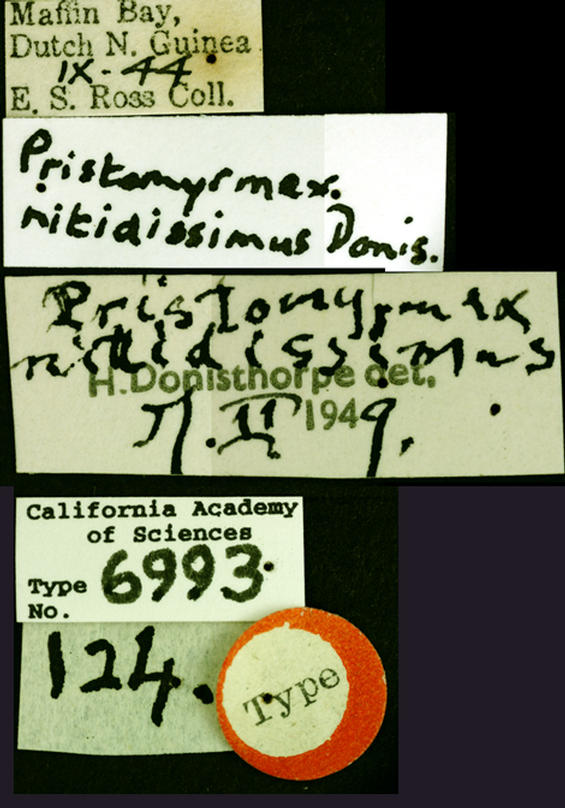
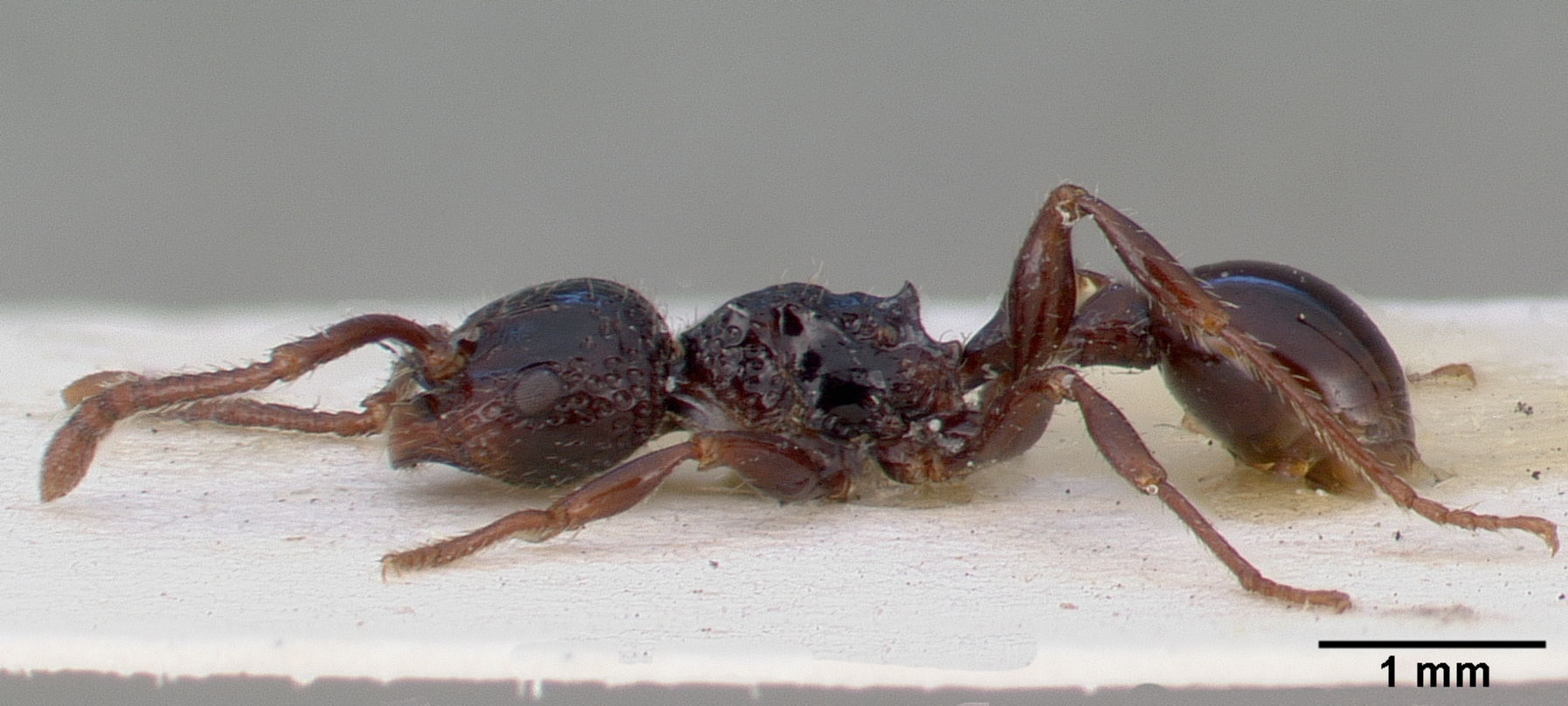